# Sigleif Johansen
Arnt Sigleif Johansen (Tana, 25 ottobre 1948) è un ex biatleta norvegese, vincitore di varie medaglie iridate.

## Biografia
In carriera prese parte a un'edizione dei Giochi olimpici invernali, Lake Placid 1980 (13° nella 20 km, 4° nella staffetta), e a cinque dei Campionati mondiali, vincendo tre medaglie.

## Palmarès

### Mondiali
- 3 medaglie:
  - 2 argenti (individuale a Vingrom 1977; staffetta a Hochfilzen 1978)
  - 1 bronzo (individuale[1] a Ruhpolding 1979)